# Lubosina (gromada)
Lubosina – dawna gromada, czyli najmniejsza jednostka podziału terytorialnego Polskiej Rzeczypospolitej Ludowej w latach 1954–1972.
Gromady, z gromadzkimi radami narodowymi (GRN) jako organami władzy najniższego stopnia na wsi, funkcjonowały od reformy reorganizującej administrację wiejską przeprowadzonej jesienią 1954 do momentu ich zniesienia z dniem 1 stycznia 1973, tym samym wypierając organizację gminną w latach 1954–1972.
Gromadę Lubosina z siedzibą GRN we Lubosinie utworzono – jako jedną z 8759 gromad na obszarze Polski – w powiecie szamotulskim w woj. poznańskim, na mocy uchwały nr 35/54 WRN w Poznaniu z dnia 5 października 1954. W skład jednostki wszedł obszar dotychczasowej gromady Lubosina, ponadto miejscowość Dębina z dotychczasowej gromady Krzeszkowice oraz miejscowości Buszewo, Buszewko, Dęborzyce, Hermanowo i Szymanowo z dotychczasowej gromady Buszewo – ze zniesionej gminy Otorowo, a także obszar dotychczasowej gromady Koszanowo ze zniesionej gminy Pniewy w tymże powiecie. Dla gromady ustalono 13 członków gromadzkiej rady narodowej.
Gromadę zniesiono 1 stycznia 1960, a jej obszar włączono do gromady Otorowo w tymże powiecie.